# Cochylis
Eupoecilia ambiguella
Espèce
La Cochylis (Eupoecilia ambiguella) est une espèce de petits lépidoptères (papillons) dont la chenille est un ravageur de la vigne connu sous le nom de « ver de la grappe » ou de « tordeuse » comme le sont aussi l'Eudémis de la vigne et l'Eulia (Eulia ministrana).
La vigne n'est pas un hôte spécifique mais préférentiel. La chenille se développe aussi sur les groseilliers, les frênes, les cassissiers...
La Cochylis apprécie particulièrement les régions chaudes et humides de la Méditerranée, mais peut se développer dans des zones plus fraîches, dans le nord et le centre de l'Europe.

## Morphologie
L'imago a une envergure de 12 à 18 mm. Ses ailes antérieures, d'une couleur jaune à brun, sont traversées d'une large bande brunâtre. Ses ailes postérieures sont grises.
La chenille mesure 11 à 12 mm au maximum de son développement, de couleur brun rouge, avec une tête et un thorax noirs. On lui donne divers surnoms : ver de la grappe, tordeuse, ver(-)coquin, ver rouge, ver de vendange, ver de l’automne.

## Biologie
Le mode de vie du papillon est nocturne. La femelle choisira des zones plutôt humides pour y déposer ses œufs, qui sont de forme légèrement elliptique, jaune irisé, d'un diamètre inférieur à 1 mm.
Après une dizaine de jours, l'œuf éclot, libérant une larve qui se glisse très rapidement au milieu des organes fructifères de la vigne. Elle relie ces derniers en tissant des fils de soie. Elle se nourrit jusqu'à sa nymphose.
Selon les régions, la Cochylis présente deux à trois générations par an. La chenille s'attaque soit aux boutons floraux de la vigne, soit aux baies de raisin.